# Idaea sinicata
Idaea sinicata är en fjärilsart som beskrevs av Walker 1861. Idaea sinicata ingår i släktet Idaea och familjen mätare. Inga underarter finns listade i Catalogue of Life.